# Orthotylus cruciatus
Orthotylus cruciatus är en insektsart som beskrevs av Van Duzee 1916. Orthotylus cruciatus ingår i släktet Orthotylus och familjen ängsskinnbaggar. Inga underarter finns listade i Catalogue of Life.